# Peter Jánosi
Peter Jánosi (Viena, 1960) és un egiptòleg austríac.
De 1981 a 1988, Jánosi va estudiar història, egiptologia i arqueologia a la Universitat de Viena. El 1988 va esdevenir Doctor en Filosofia, i el mateix any va ser contractat a la Universitat de Viena, per ocupar-se de temes d'egiptologia. En la mateixa universitat va completar la seva habilitació en 2001. Jánosi ha treballat com a arqueòleg a Egipte des del 1983. Ha realitzat, entre altres coses, excavacions del mil·lenni II aC El seu enfocament de la recerca és l'anomenat Temps de les piràmides.

## Obres
- Die Pyramidenanlagen der Königinnen, Acadèmia de Ciències d'Àustria, Viena 1996 ISBN 3-7001-2207-1 (estudis de la sucursal del Caire de l'institut arqueològic austríac, Vol 13, Actes de l'Acadèmia en el seu conjunt, Vol 13)
- Österreich vor den Pyramiden. Die Grabungen Hermann Junkers im Auftrag der Österreichischen Akademie der Wissenschaften in Wien bei der großen Pyramide in Giza, Acadèmia de Ciències d'Àustria a Viena, a la Gran Piràmide de Gizeh, l'Acadèmia de Ciències d'Àustria, Viena 1997 ISBN 3-7001-2664-6 (Actes de l'Acadèmia Austríaca de Ciències, classe d'Humanitats i Història, Vol 648,
- Giza in der 4. Dynastie. Band 1: Die Mastabas der Kernfriedhöfe und die Felsgräber, Acadèmia de Ciències d'Àustria, Viena 2004 ISBN 3-7001-3244-1 (estudis de la sucursal del Caire de l'institut arqueològic austríac, Vol 24, Actes de l'Acadèmia en el seu conjunt, Vol 30)
- Die Pyramiden. Mythos und Archäologie, Editorial C.H. Beck, Múnic 2004 ISBN 3-406-50831-6 (CH Beck Wissen 2331) (també en italià: Le Piramidi, Mulino, Bolonya, 2006 ISBN 88-15-10962-5)
- Die Gräberwelt der Pyramidenzeit, de Saverne, Mainz 2006 ISBN 3-8053-3622-5 (Llibres il·lustrats Zaberns sobre arqueologia)